# Disney XD
Disney XD ist ein US-amerikanischer Fernsehsender der Walt Disney Company, der den Disney-Sender Toon Disney in den Vereinigten Staaten ersetzt hat. Die Zielgruppe des Senders sind Kinder von 6 bis 14 Jahren. Schwesterkanäle sind Disney Channel, ABC und ABC Family. Er ging das erste Mal am 13. Februar 2009 in den USA und daraufhin am 1. April in Frankreich auf Sendung. Am 31. März 2020 wurde der Sendebetrieb in Spanien und dem deutschsprachigen Raum sowie am 7. April 2020 in Frankreich eingestellt.

## Geschichte

### Disney XD in Deutschland, Österreich und der Schweiz
Am 9. Oktober 2009 startete Disney XD auch in Deutschland auf Sky im Sky-Welt-Paket und Teleclub und ersetzte den Disney-Sender Jetix. Allerdings wurde im Gegensatz zu Jetix 24 Stunden lang gesendet. In der Schweiz war Disney XD neben Teleclub auch auf UPC Schweiz verfügbar.

## Serien

### Disney-XD-Original- und co-produzierte Serien
2007
- Phineas und Ferb (USA: 2007–2015)

2008
- Zack & Cody an Bord (USA: 2008–2011)

2009
- Coop gegen Kat (CDN: 2008–2011), (übernommen von Jetix)
- Jimmy Cool (CDN/USA: 2009–2012)
- Aaron Stone (USA: 2009–2010)
- Zeke und Luther (USA: 2009–2012)

2010
- Kick Buttowski – Keiner kann alles (USA: 2010–2012)
- Tripp’s Rockband (USA: 2010–2011)
- Pair of Kings – Die Königsbrüder (USA: 2010–2013)
- Die Avengers – Die mächtigsten Helden der Welt (USA: 2010–2013)

2011
- Mr. Young (CDN: 2011–2013)
- Karate-Chaoten (USA: 2011–2015)

2012
- S3 – Stark, schnell, schlau (USA: 2012–2016)
- Motorcity (USA: 2012–2013)
- Der ultimative Spider-Man (USA: 2012–2017)
- TRON: Der Aufstand (USA: 2012–2013)
- Randy Cunningham: Der Ninja aus der 9. Klasse (USA: 2012–2015)
- Crash & Bernstein (USA: 2012–2014)
- Slugterra (USA: 2012–2016)

2013
- Avengers – Gemeinsam unbesiegbar! (USA: 2013–2019)
- Pac-Man und die Geisterabenteuer (USA/CAN/J: 2013–2015)
- Paket von X (USA/CAN: 2013–2014)
- Hulk und das Team S.M.A.S.H. (USA: 2013–2015)
- Mighty Med – Wir heilen Helden (USA: 2013–2015)

2014
- Willkommen in Gravity Falls (USA: seit 15. Juni 2012), (übernommen von Disney Channel)
- Sie nannten ihn Wander (USA: 2013–2016), (übernommen von Disney Channel)
- Boyster (USA/F: 16. Juni 2014)
- Die 7Z (USA: 2014–2016)
- Star Wars Rebels (USA: 3. Oktober 2014)
- Kirby Buckets (USA: 20. Oktober 2014)

2015
- Gamer’s Guide für so ziemlich alles (USA: 2015–2017)
- Star gegen die Mächte des Bösen (USA: 2015–2019)
- Commando Crash (USA: seit 2015)
- Penn Zero: Teilzeitheld (USA: 2015–2017)
- Pickle & Peanut  (USA: seit 2015)
- Two More Eggs (USA: 2015–2016)

2016
- Schreck-Attack (USA: 2016–2018)
- Future-Worm! (USA: 2016–2018)
- Right Now Kapow (USA: 2016–2017)
- Schlimmer geht’s immer mit Milo Murphy (USA: 2016–2019)
- Mech X4 (USA: 2016–2018)

2017
- DuckTales (2017) (USA: 2017–2021)[4]

## Logos

Logo des SD-Ablegers 2009–2016
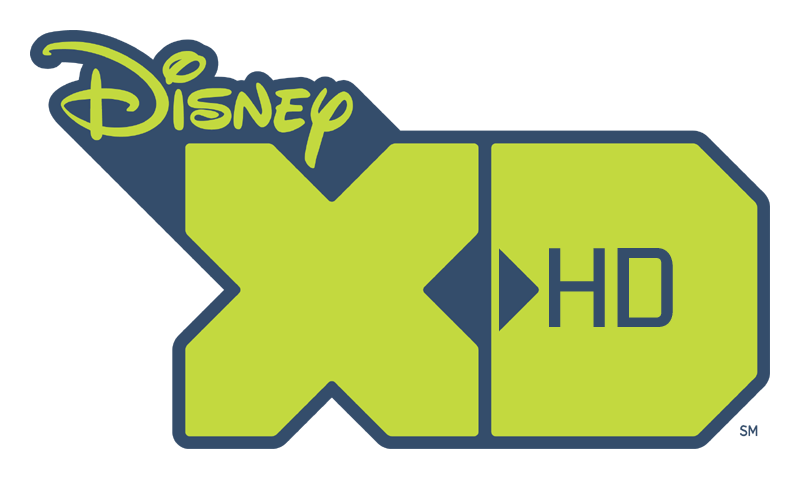
Logo des HD-Ablegers 2010–2016
Logo des SD-Ablegers seit dem 29. Februar 2016
Logo des HD-Ablegers seit dem 29. Februar 2016

## Schwestersender
- Disney Channel
- Disney Junior
- Toon Disney
- Playhouse Disney
- Disney Cinemagic